# Legiunea I Iovia Scythica
Legiunea I Iovia (Legio I Iovia, devotat lui Jupiter) a fost o legiune romană, preluată de împăratul Dioclețian (284-305), posibil împreună cu II Herculia, pentru a păzi provincia creată recent Sciția Mică. Cognomenul acestei legiuni provine de la atributul lui Dioclețian Iovianus, „similar cu Jupiter”.
Baza principală a legiunii se afla la Troesmis iar detașmente ale acesteia se mai regaseau la Dinogetia și Carsium, foarte probabil și în alte centre de pe frontiera vestică a provinciei.
Potrivit Notitia Dignitatum, la începutul secolului al V-lea Legiunea I Iovia era încă în tabăra sa de pe Dunăre.